# Efficacia costitutiva
Con il termine efficacia costitutiva in diritto si usa riassumere il complesso degli effetti giuridici prodotti dagli atti giuridici ed in particolare delle sentenze pronunciate dagli organi giurisdizionali sia ordinari che speciali. 
Gli atti che producono effetti costitutivi modificano situazioni e rapporti giuridici, ed in ciò si distinguono dagli atti che producono effetti dichiarativi, i quali invece non modificano alcunché ma si limitano ad accertare situazioni e rapporti giuridici (efficacia dichiarativa o di mero accertamento). 
Fra i principali atti dotati di efficacia costitutiva si ricordano nel diritto processuale civile le sentenze di annullamento dei negozi giuridici, nel diritto processuale amministrativo le sentenze di annullamento degli atti e dei provvedimenti amministrativi, e le sentenze pronunciate dalla Corte costituzionale che dichiarano l'illegittimà costituzionale di leggi ed atti aventi forza di legge.